# 洪潤基
洪 潤基（ホン・ユンギ）は、韓国外国語大学校教養学部日本文化担当教授。

## 主張
韓民族優越主義に基づいた様々な韓国起源説を主張している（主張に対する反論は韓国起源説を参照）。
- 百済の聖王は日本の天皇を兼任したと主張している[1]。
- 自著『百済は大きい国』で「万葉仮名」は古代百済人が作ったと主張。百済人の王仁が5世紀末頃、日本の「王室」に漢文の長詩「千字文」を持って渡り「万葉仮名」を創り、その後王仁と阿直岐の子孫が引き次いで作っていった文字が11世紀に47文字となり、現在の「平仮名」が完成したと述べている[2]。
- 「くだらない」の語源は「百済ない」で、「優秀な百済の文物がないことはみすぼらしいこと＝百済・ない」が「くだらない」の起源であると主張している[3]。
- 菅原道真は新羅人の子孫であり、素盞鳴尊や天照大神も新羅人であると主張している[4]。